# إنغريد أودجارد
انغريد أودجارد (بالنرويجية: Ingrid Ødegård‏) مواليد 1 مارس 1983 في تروندهايم، هي لاعبة كرة يد نرويجية سابقة لعبت كحارس مرمى. مثلت منتخب النرويج لكرة اليد للسيدات في 11 مباراة.

## روابط خارجية
- إنغريد أودجارد على موقع الاتحاد الأوروبي لكرة اليد (الإنجليزية)
- إنغريد أودجارد على موقع الاتحاد النرويجي لكرة اليد (النرويجية)